# Antrocephalus carpocapsae
Antrocephalus carpocapsae är en stekelart som beskrevs av Cameron 1912. Antrocephalus carpocapsae ingår i släktet Antrocephalus och familjen bredlårsteklar. Inga underarter finns listade i Catalogue of Life.